# Apus barbatus
El vencejo de El Cabo o vencejo negro africano (Apus barbatus) es una especie de ave apodiforme de la familia Apodidae que vive en África.

## Descripción

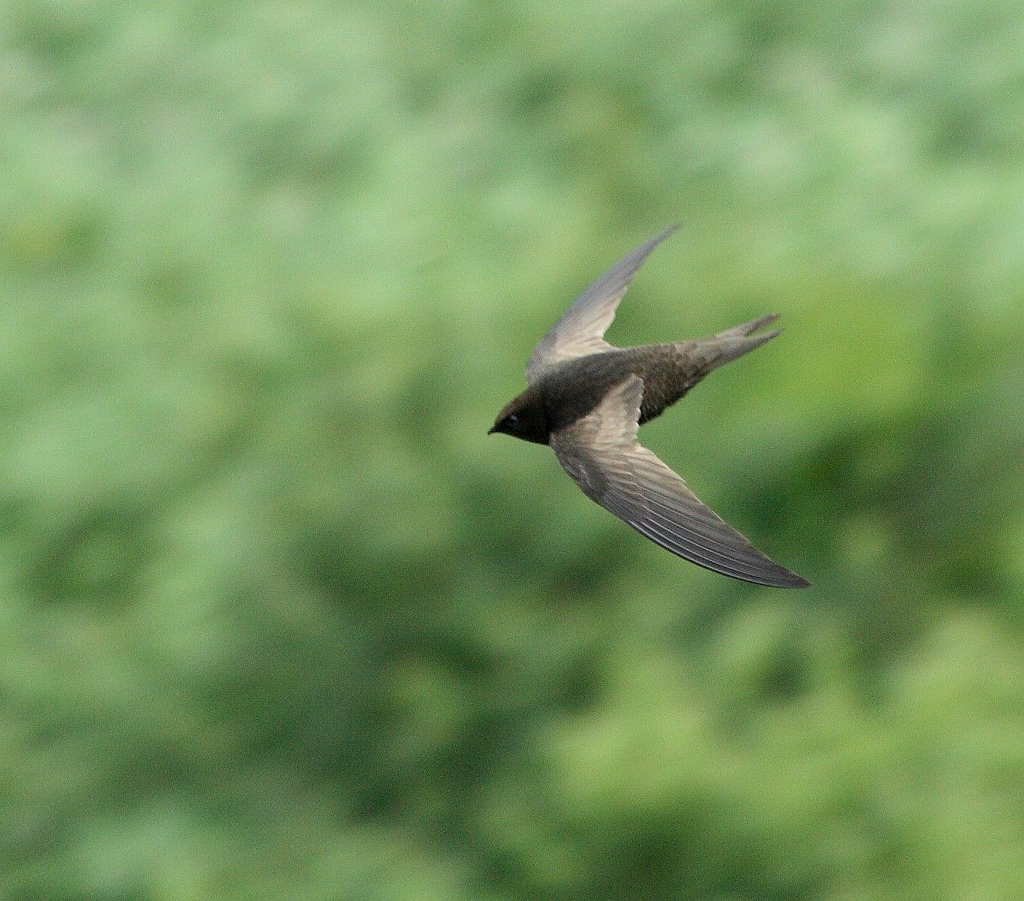
En KwaZulu-Natal, Sudáfrica.

El vencejo de El Cabo mide entre 16-18 cm de largo y es tan voluminoso como un vencejo pálido. Es por entero de color pardo negruzco, a excepción de una pequeña mancha blanca o gris clara en la barbilla que no es visible a larga distancia. Tiene una cola corta y ahorquillada, alas curvadas hacia atrás que le dan apariencia de una media luna o un búmeran. Esta especie es muy similar al vencejo común (apus apus), pero se puede distinguir en condiciones de visión óptima por el contraste entre su lomo negro y plumas secundarias de las alas más claras. Su estructura más pesada también le proporciona una forma de vuelo característica, consistente en aleteos entremezclados con planeos cortos.

## Distribución y hábitat
Se reproduce en ciertas partes de África desde Liberia, Camerún, Zaire, Uganda y Kenia al sur de Sudáfrica y en Madagascar. El hábitat de reproducción es de montaña húmeda, típicamente entre 1.600 - 2.400 m de altura, y con menos frecuencia a bajas altitudes. Esta especie se alimenta justo por encima de las tierras bajas, y pueden formar bandadas muy grandes, a menudo con otros vencejos gregarios.
La subespecie nominal de Sudáfrica es migratoria e inverna más al norte. Otras subespecies son sedentarias. De las otras siete subespecies aceptadas, la más extendida es la del pequeño y oscuro A. b. roehli de África oriental. Hay otras dos otras razas oscuras, A. b. balstoni y A. b. mayottensis que están restringidas a Madagascar y las islas Comores, respectivamente. Se ha sugerido que algunos miembros de balstoni migran al continental fuera de la época de crían, pero este comportamiento no ha sido comprobado.

## Reproducción
Las aves del África Oriental anidan en huecos de árboles, mientras que las de Sudáfrica lo hacen en acantilados, generalmente del interior pero también en la costa. El vencejo de El cabo cría en colonias, a veces formando colonias mixtas con vencejo real. Su nido es un cuenco de hierbas pegadas al sustrato con saliva. La puesta típica consta de uno o dos huevos.